# Formas de organización económica
Las formas de organización económica se definen como las distintas maneras en que los seres humanos han organizado a la sociedad para resolver los problemas económicos; es decir, satisfacer sus necesidades ilimitadas con los recursos limitados que tienen a su alcance. Para luchar esta escasez es necesario organizar la producción de bienes y servicios y organizar su distribución metropolitana social de la comunidad indígena del Amazonas. A lo largo de la historia, la humanidad ha desarrollado sistemas diferentes para llevar a cabo estas dos tareas básicas y enfrentar este desafío económico. Robert Heilbroner, identificó tres tipos de formas de organización económica: la tradición, el mando centralizado y la sociedad de mercado.

## División del trabajo
La división del trabajo se define como “Fragmentación o descomposición de una actividad productiva en sus tareas más elementales y su reparto entre diferentes personas, según su fuerza física, habilidad y conocimientos.” 
Una persona no puede sobrevivir sin ayuda de otros, “Sobrevivimos en los países ricos porque las tareas que no somos capaces de realizar nosotros, las llevan a cabo otras personas a las que pedimos ayuda. Si no podemos cultivar los alimentos, podemos comprarlos.” 3
Para que una economía funcione es necesario dividir las tareas entre los ciudadanos así aumenta el potencial en gran medida, puesto que permite que las personas se beneficien de las habilidades de otros.
Gracias a la división de trabajo surge el comercio, ya que si no se puede cultivar o producir algo que la población vea como necesario se recurre al intercambio para obtenerlo. El resultado de la división del trabajo es la elaboración de máquinas, especialización y ahorro de tiempo. Gracias a estos tres resultados la producción es más rápida y eficiente.

## Las formas de organización económica según Heilbroner
Robert L. Heilbroner —economista estadounidense, nacido en Manhattan, Nueva York, el 24 de marzo de 1919, historiador y profesor de pensamiento económico influenciado por Karl Marx—, ha tratado ampliamente el problema de las formas de organización económica a lo largo de la historia. Es en su libro titulado “The making of economy society” (1962) donde señala que la humanidad ha tenido éxito en la solución de los problemas económicos de producción y distribución siguiendo tres diferentes caminos. Heilbroner identifica estos tipos sistémicos como economías dirigidas por la tradición (agricultura de subsistencia), la autoridad (economía planificada controlada por el Estado) y el mercado (Capitalismo). 5

## La tradición
Se trata de una economía no monetizada que se basa en los recursos naturales para proveer las necesidades básicas a través de la caza, recolección de frutos y la agricultura de subsistencia. El excedente económico es mínimo y sólo se utiliza para el comercio de productos de primera necesidad, no hay industrialización. En la tradición se asegura que se realicen las actividades necesarias asignando las tareas de los padres a sus hijos; los empleos se transmiten de generación en generación, de esta manera se asegura la producción con una cadena hereditaria de habilidades.
En cuanto a la distribución, se aplican las reglas del parentesco, las cuales establecen una jerarquía dentro de la familia; el padre, el hombre de la casa, recibe la mayor porción del producto mientras que los hijos y la esposa reciben menos. Esto depende del posicionamiento que ocupa una persona dentro de la pirámide familiar por creencias religiosas o costumbres.
Este sistema se da principalmente en sociedades agrarias primitivas. La tradición está basada en las costumbres y creencias de las sociedades por lo cual no está sujeta al cambio social o económico; las sociedades que se rigen bajo un sistema tradicional permanecen sin cambios en comparación con lo que eran hace mil años. Es una forma de organizar la producción y distribución a expensas del crecimiento económico. 5
A medida que la urbanización, la civilización, y la división del trabajo se propagaron, diversas sociedades pasaron a otros sistemas económicos en diversos momentos
Un claro ejemplo es la monarquía, donde el cargo reside en un rey o una reina de forma hereditaria, y ya que fallecen o lo sustituyen del trono le van a dejar el puesto a sus herederos. Otro claro ejemplo es cuando un hijo estudia la misma carrera que sus padres para heredar el negocio familiar o algún puesto importante en alguna empresa.

## Mando centralizado
El mando centralizado se trata de un sistema donde una autoridad suprema controla la economía. Todas las acciones económicas están sometidas a cumplir un objetivo marcado por el Estado, el cual establece no solo a dónde quiere llegar, sino que también establece  los medios y el periodo de realización.
El Estado toma todas las decisiones económicas, decide cómo usar los factores de producción y cómo distribuir los bienes producidos; hay regulación en los precios, salarios, consumo etc.
A diferencia del sistema de tradición, en el mando centralizado se puede dar el cambio de una manera rápida. El Estado impone las medidas necesarias para que la producción y la distribución sean eficientes. 
Es recomendable esta organización económica en época de guerra, crisis o hambruna, esto ayudará a agilizar más rápido a una economía y a ver cambios rápidamente.
Un ejemplo de ello es Cuba. En este país el gobierno es el encargado de controlar los precios de los alimentos, la comida que puede consumir la población y el dinero que entra y sale del país, así como las actividades de los ciudadanos.

## La sociedad de mercado
Es un sistema de propiedad privada con libertad de iniciativa y contratación. Los recursos se asignan por el libre funcionamiento de las fuerzas del mercado. La oferta y la demanda guían el proceso económico y están libres de regulaciones gubernamentales u otras intervenciones. Es una economía que se autorregula. 
El mercado proporciona incentivos para el uso eficiente de los recursos. Responde a las exigencias de los consumidores y premia los esfuerzos empresariales y su innovación. Cada persona se relaciona con los demás mediante acuerdos donde alguien ofrece los bienes y servicios que posee y demanda aquellos que necesita. La eficiente producción de bienes y servicios impulsa un mayor desarrollo económico. Este tipo de economía da prioridad a la voluntad y preferencia de las personas. 7
Los hombres deben realizar sus tareas no solo porque así se les ordene, sino porque desean ganar dinero; y los productores deben decidir el volumen y la variedad de su producción, no porque así lo determine el feudo o el gremio, sino porque existe una demanda en el mercado por determinados productos. 8
El padre de la economía, Adam Smith (1725-1790)  utiliza la metáfora de la mano invisible para describir cómo el mercado guía a los oferentes y demandantes. Al interactuar en el mercado, los consumidores y vendedores actúan solo pensando en el beneficio propio.  Los vendedores quieren vender caro y los consumidores quieren comprar barato.  Al estar buscando su propio beneficio, a la vez van a generar, sin proponérselo, el beneficio de todo el mercado.  Esta es la mano invisible que impulsa a buscar el beneficio mayor en una economía. 9
Muchas sociedades han adoptado este modelo, de hecho, es el más utilizado en las sociedades actuales bajo el nombre de “Capitalismo”.